# Centre européen pour le développement de la formation professionnelle
 (août 2012).
Si vous disposez d'ouvrages ou d'articles de référence ou si vous connaissez des sites web de qualité traitant du thème abordé ici, merci de compléter l'article en donnant les références utiles à sa vérifiabilité et en les liant à la section « Notes et références ».
Le Centre européen pour le développement de la formation professionnelle (CEDEFOP) - en anglais : European Center for the Development of Vocational Training est une agence communautaire créée en 1975 pour promouvoir le développement de l’enseignement et de la formation professionnels au sein de l’Union européenne. 
Son siège a été fixé d'abord à Berlin (Allemagne), il a été transféré à Thessalonique (Grèce) en 1995. Il dispose d'un bureau de liaison à Bruxelles (Belgique).
Le CEDEFOP fut l'une des premières agences décentralisées de la Communauté, et dispose d'une personnalité juridique propre.

## Description générale
Le Centre a pour mission de promouvoir l’éducation et la formation continue au sein de l'Union européenne. Il réalise cet objectif en fournissant des informations et des analyses sur les systèmes, les politiques, les recherches et la pratique en matière de formation et d’enseignement professionnels.

## Rôle
Les tâches du Cedefop sont les suivantes :
- établir une documentation sélective et une analyse des données ;
- contribuer au développement et à la coordination de la recherche ;
- exploiter et diffuser les informations recueillies ;
- encourager la coordination des projets de l’enseignement professionnel et des problématiques de formation.

## Directeurs
- 1976-1980 : Carl Jørgensen (DK)[1]

## Compléments